# Санта Катарина Пинула
Санта Катарина Пинула (на испански: Santa Catarina Pinula) е град в департамент Гватемала, Гватемала. Населението на града през 2010 година е 44 974 души.